# Gemini (film 1999)
Gemini (双生児?, Sōseiji) è un film del 1999 diretto da Shinya Tsukamoto, liberamente ispirato ad un racconto del 1924 di Edogawa Rampo.
È stato presentato nella sezione "Cinema del Presente" alla 56ª Mostra del Cinema di Venezia.

## Trama
Giappone, inizio Novecento, alla fine del periodo Meiji. Yukio è un rispettato medico che conduce una vita apparentemente perfetta. L'unica imperfezione è causata dalla disapprovazione dei suoi genitori per aver sposato Rin, una donna afflitta da un'amnesia sul proprio passato che ne rende misteriose le origini. In realtà, sono proprio i genitori di Yukio a nascondere un pesante segreto che riemerge tragicamente: Yukio ha un gemello, Sutekichi, che hanno abbandonato alla nascita a causa di una malformazione fisica.
Cresciuto nei bassifondi, come ladro e artista di strada, ora Sutekichi si vendica uccidendo gli odiati genitori che l'hanno ripudiato e impossessandosi della vita di Yukio, che getta in un pozzo. Lo scambio di persona fa in qualche modo riemergere in Rin il proprio passato: proviene anch'essa dai bassifondi ed è stata la compagna di Sutekichi, prima di cominciare questa nuova vita. Pur capendo che non è più Yukio colui che vive con lei, porta avanti a sua volta la messinscena.
Mentre Sutekichi si adatta sempre più al proprio ruolo, Yukio regredisce sempre più ad uno stato animalesco, grazie al quale riuscirà a prevalere sul fratello e riconquistare la propria vita. Ma la lotta fratricida l'ha trasformato in una persona diversa, che Rin non sa più riconoscere come l'uno o l'altro degli uomini che ha amato.

## Riconoscimenti
- 2000 - Sitges - Festival internazionale del cinema della Catalogna
  - Miglior colonna sonora